# Йоган Дункер
Йо́ган Ду́нкер  (повне ім'я Йоган Франц Дункер, нім. Johann Franz Dunker, 1714 — 1795) — російсько-німецький скульптор-декоратор XVIII століття, німець за походженням, видатний представник стилю бароко.

## Біографічні відомості
В Російську імперію Йоган Дункер прибув у 1738 році. Працював переважно за приватними замовленнями.
В 1744 році був прийнятий на службу в петербурзьку Канцелярію по будівництву, де роками співпрацював з придворними архітекторами, серед яких Вартоломей Растреллі, Юрій Фельтен. Шанувальники майстерності скульптора сприяли отриманню Дункером посади викладача у так званої Архітектурної палати при Петербурзькій Академії наук. Вона виконувала функції навчального закладу архітектурного спрямування до появи в Петербурзі власної Академії трьох вільних мистецтв. Дункер був викладачем і у молодого Юрія Фельтена, що пізніше полегшило будівничу співпрацю колишніх викладача і учня. 
Окрім практичної діяльності скульптора-декоратора палаців столиці та її передмість, він був викладачем в реорганізованій у 1747 році Академії наук та мистецтв Петербурга, головою її Скульптурної палати. До праці викладача його залучив історіограф Якоб Штелін.
Дункер виконав скульптурні оздоби Великого Царскосільського палацу (Царське Село (музей-заповідник) та моделі скульптур для парапету Зимового палацу у 1756 році в Петербурзі. 
Саме Дункер виконав протягом 1753—1754 років шість декоративних скульптур для оздоб вежі Петербурзької Кунсткамери.
Помер Йоган Дункер у Петербурзі в 1795 році.

## Галерея

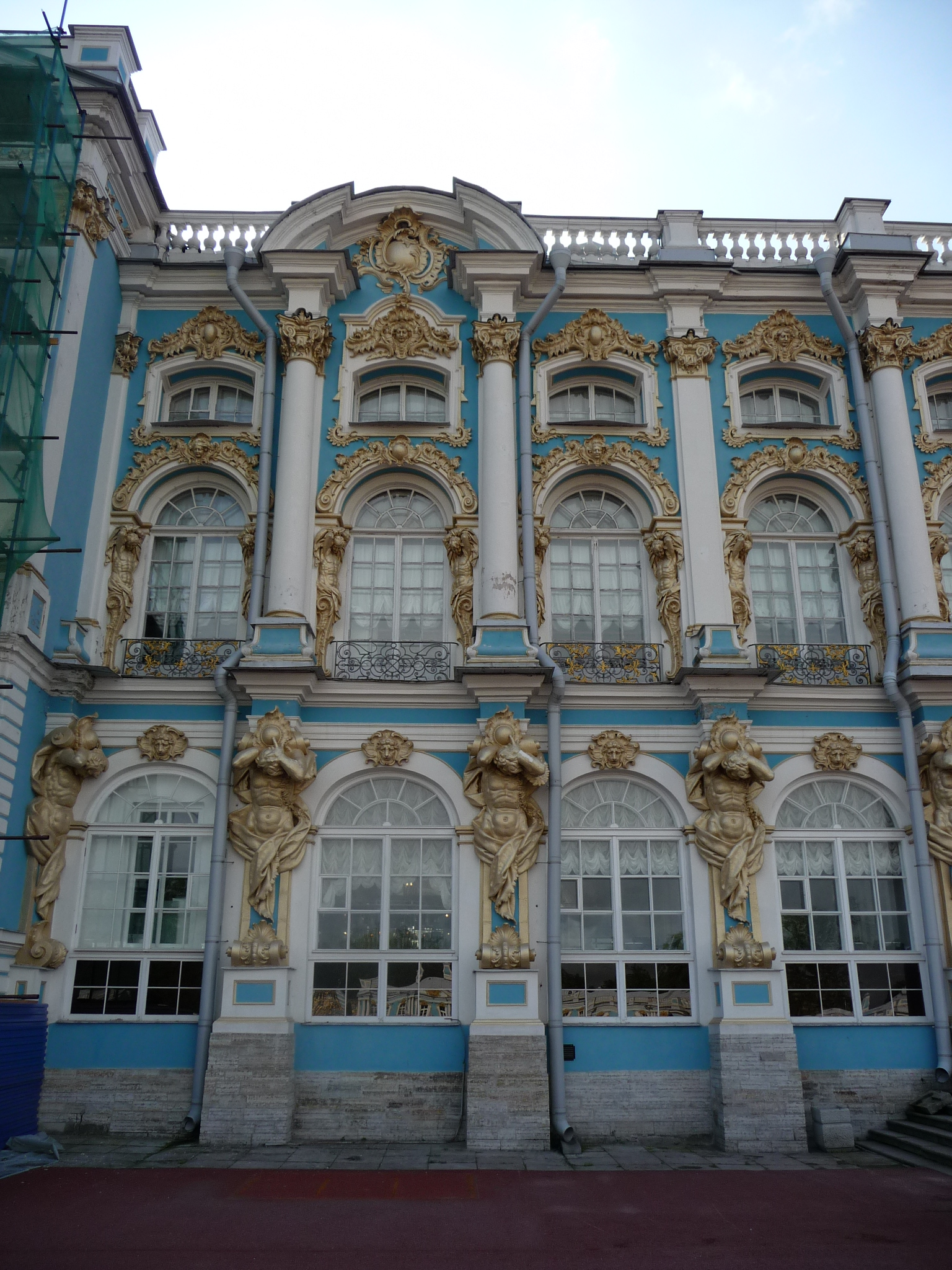
Скульптурні оздоби палацу в Царському Селі
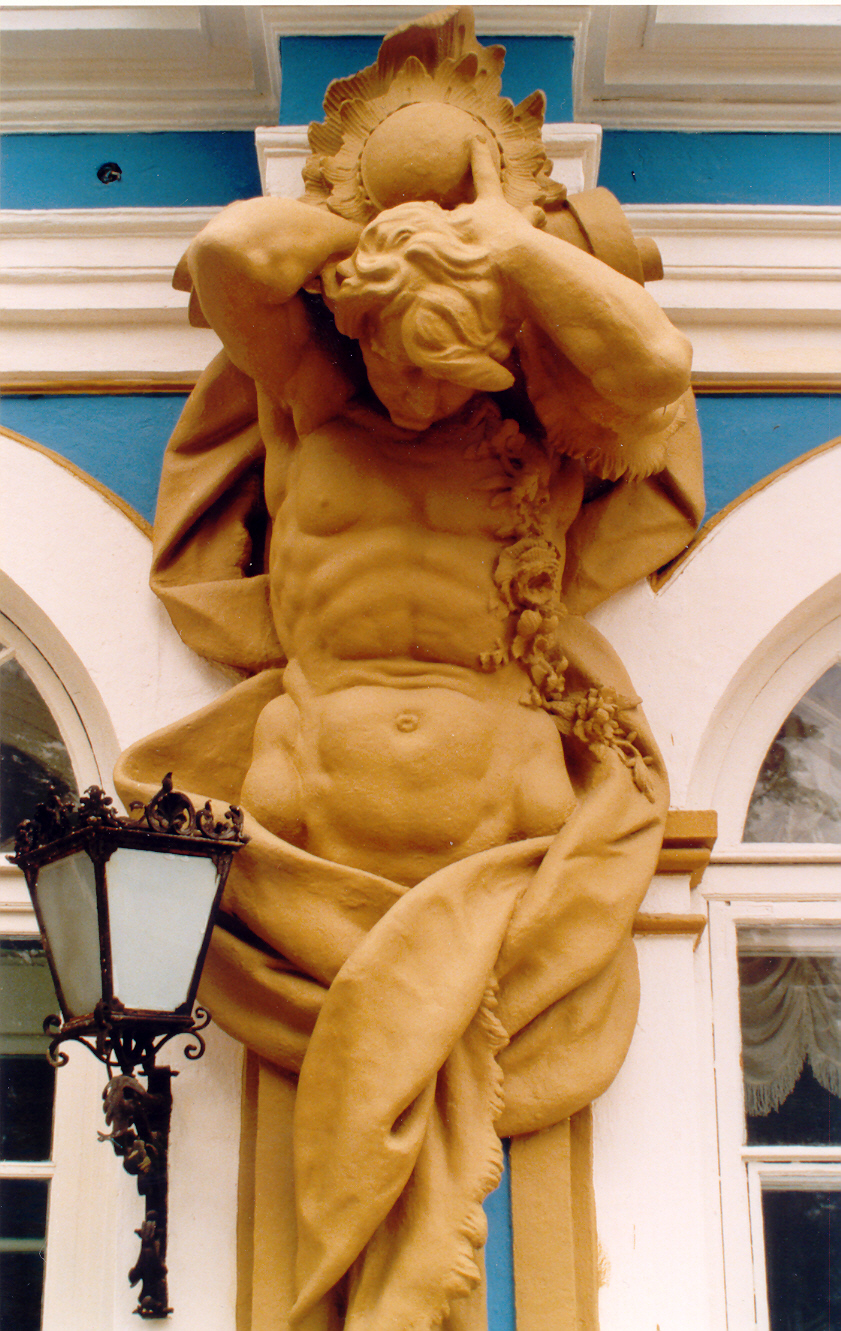
«Атлант», витвір Й. Дункера
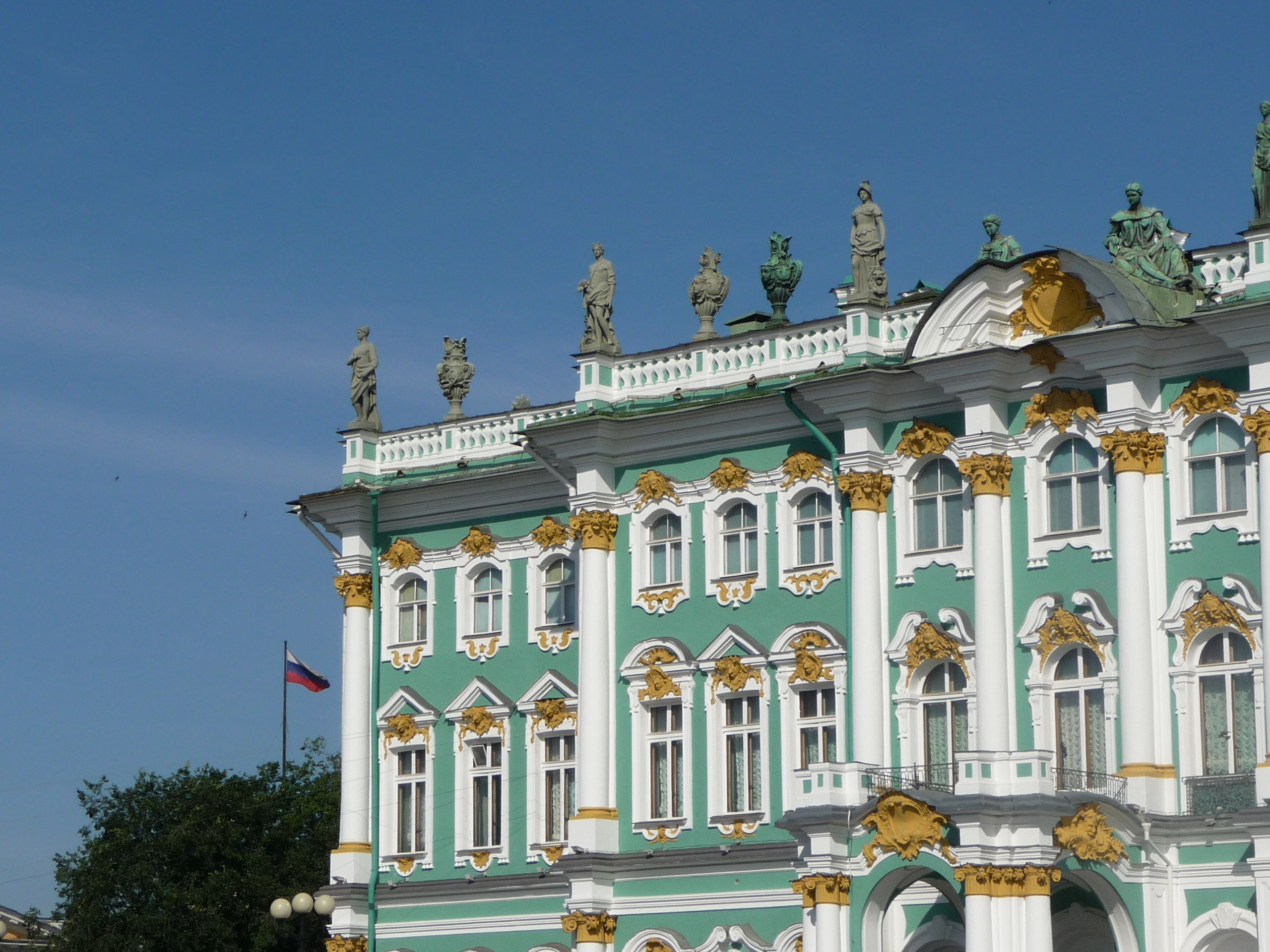
Скульптури парапету Зимового палацу